# MTV Video Music Award para Canção do Verão
O MTV Video Music Award para Canção do Verão (em inglês, MTV Video Music Award for Song of Summer) é um prêmio entregue no MTV Video Music Awards anualmente, apresentado pela primeira vez na cerimônia de 2013. É um prêmio votado pelos meios das redes sociais para coroar a canção do verão como determinado pelos fãs online. One Direction foi o primeiro vencedor da categoria com "Best Song Ever". Justin Bieber tem o maior número de indicações na categoria, com sete.

## Vencedores e indicados

### Década de 2010
| Ano                          | Vencedor(a)                                                      | Indicados | Ref.  |
| ---------------------------- | ---------------------------------------------------------------- | --- | ----- |

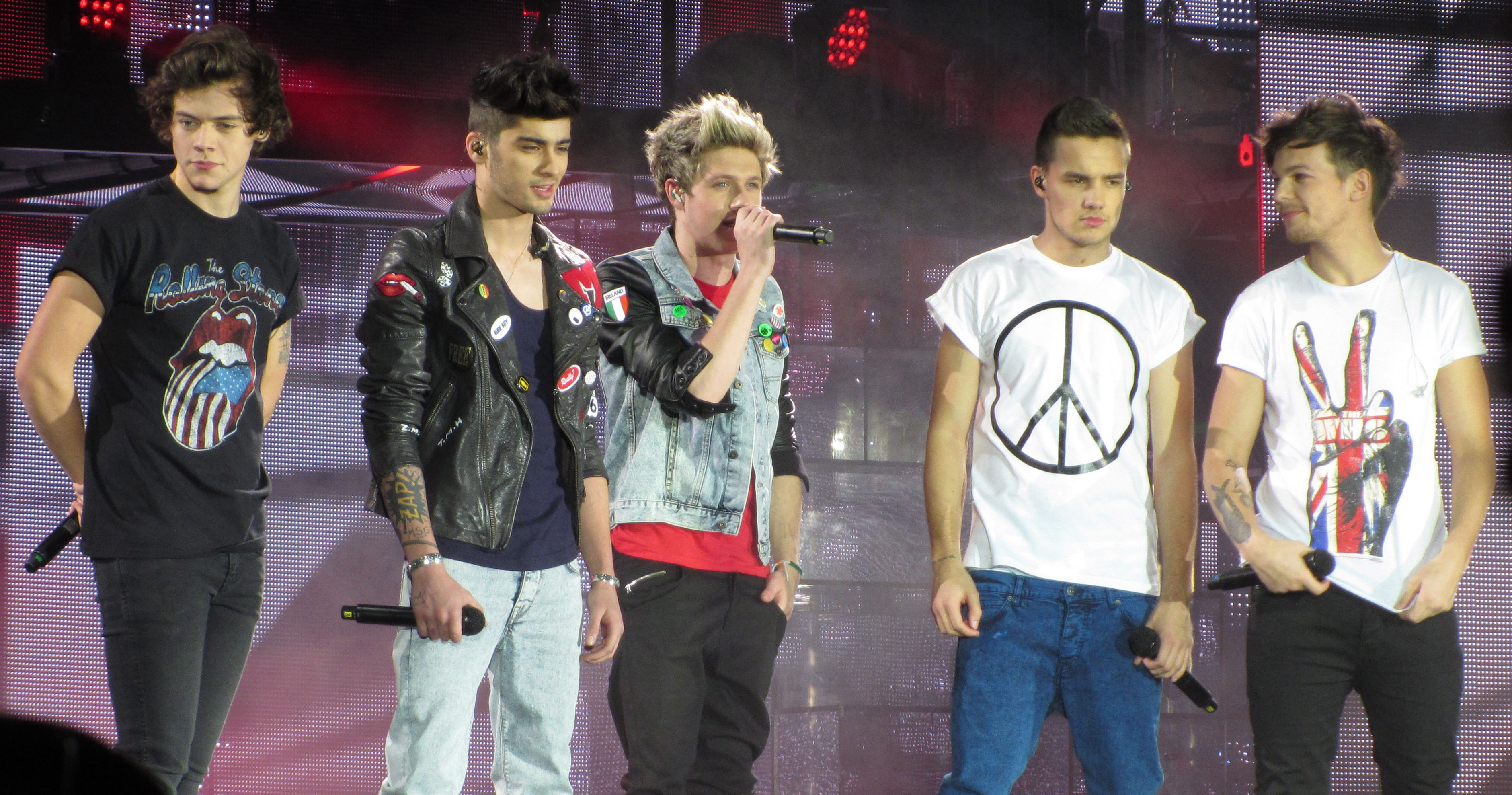
O grupo One Direction foi o vencedor inaugural

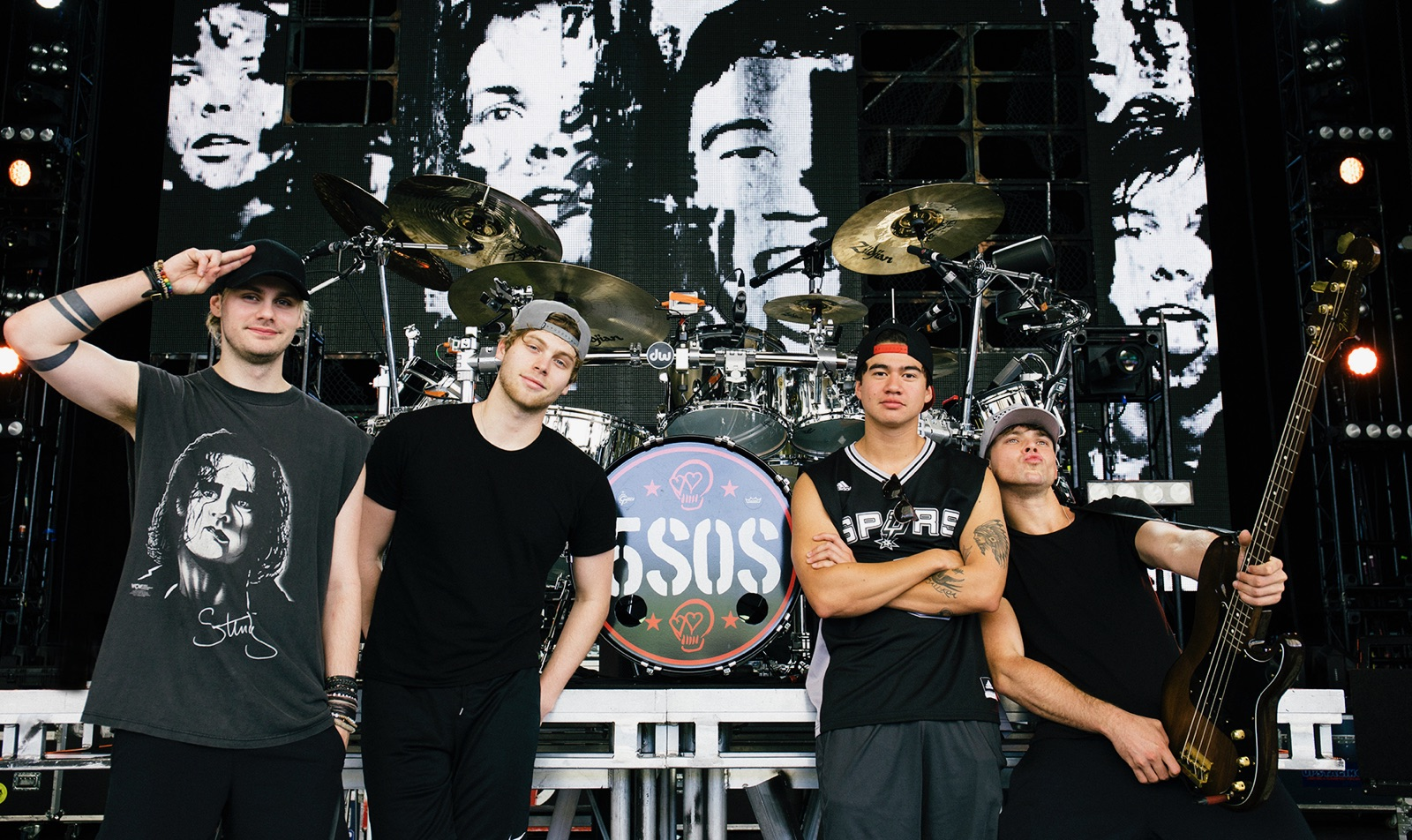
5 Seconds of Summer venceu o prêmio de 2015

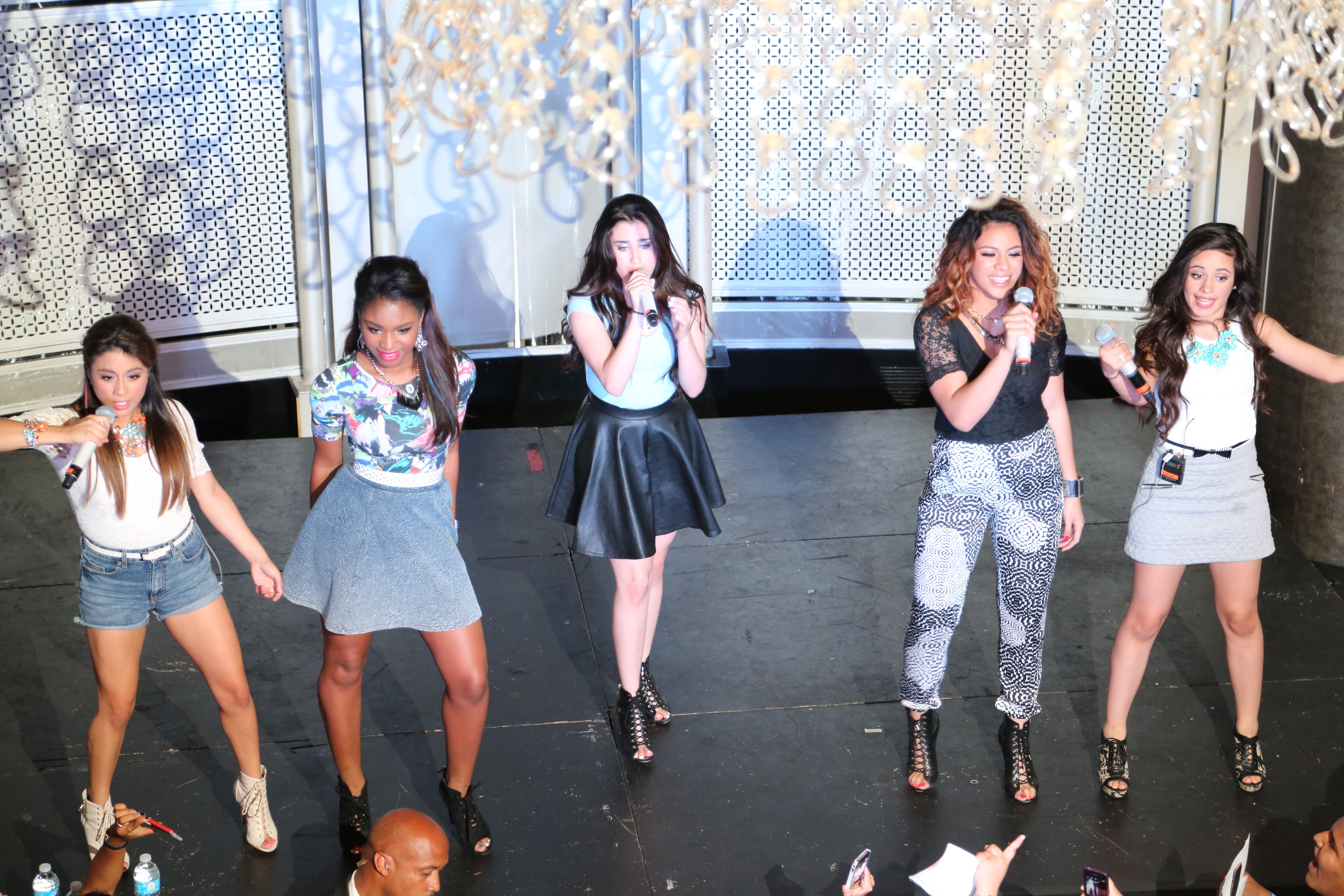
Fifth Harmony venceu o prêmio de 2016

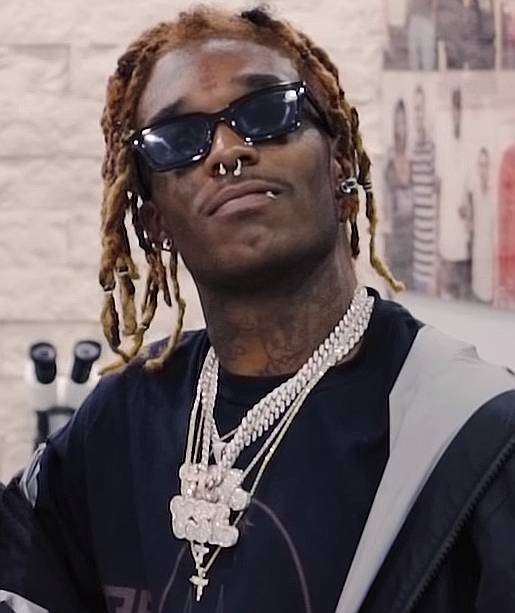
Lil Uzi Vert venceu o prêmio de 2017

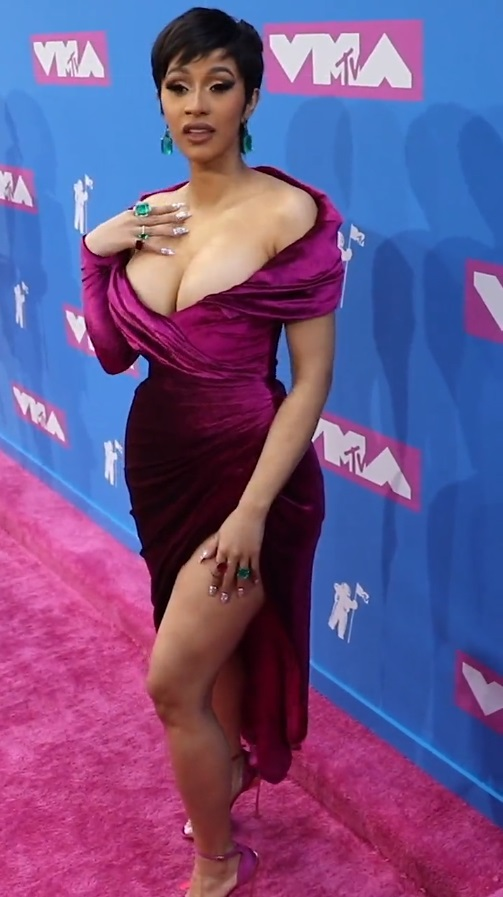
Cardi B venceu o prêmio de 2018

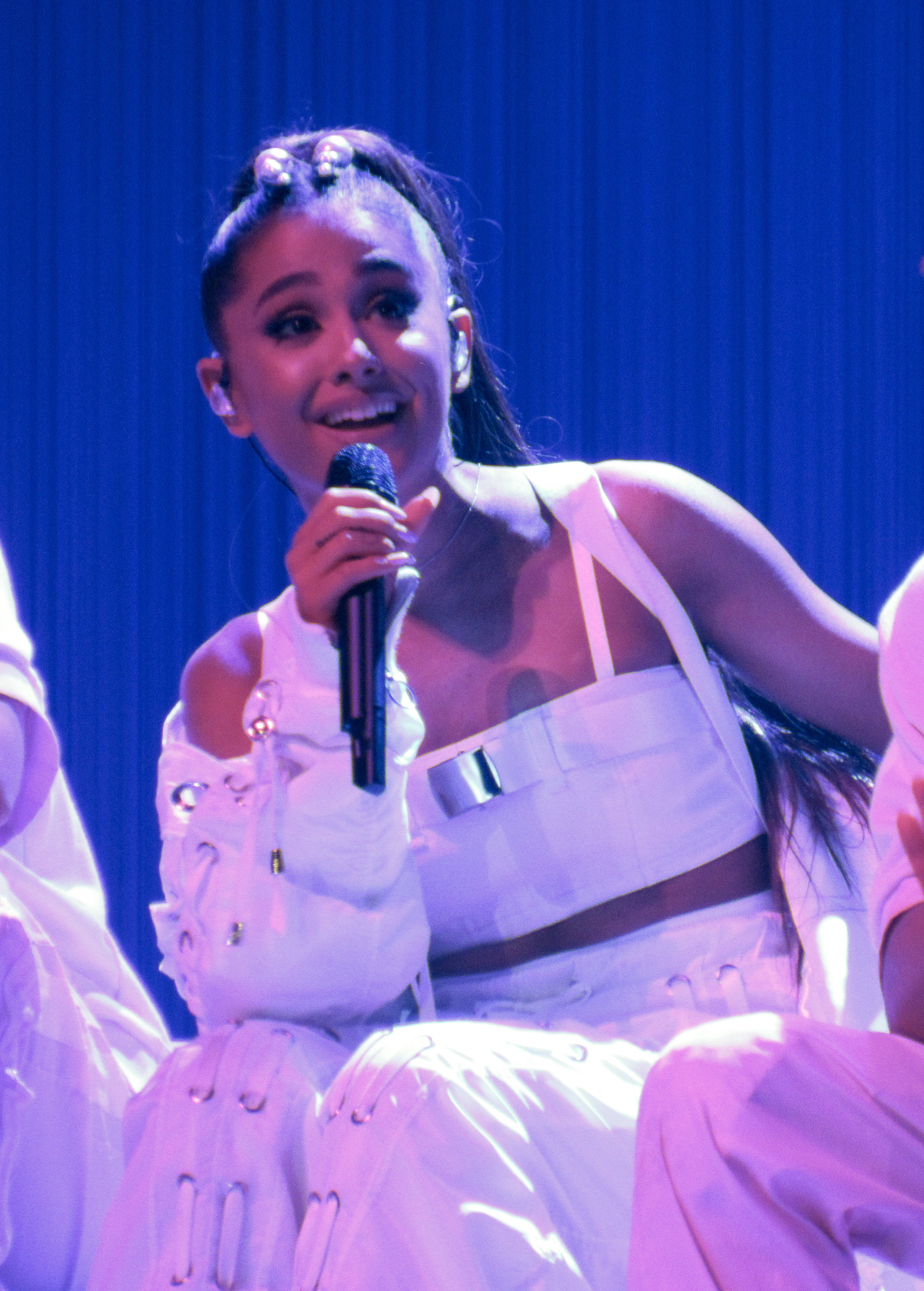
Ariana Grande venceu, com Social House, o prêmio de 2019

| 2013                         | One Direction – "Best Song Ever"                                 | - Miley Cyrus – "We Can't Stop" - Daft Punk (com part. de Pharrell Williams) – "Get Lucky" - Selena Gomez – "Come & Get It" - Calvin Harris (com part. de Ellie Goulding) – "I Need Your Love" - Robin Thicke (com part. de T.I. e Pharrell) – "Blurred Lines" | [ 1 ] |
| Prêmio não concedido em 2014 |                                                                  | |       |
| 2015                         | 5 Seconds of Summer – "She's Kinda Hot"                          | - Fetty Wap – "My Way" - Fifth Harmony – "Worth It" - Selena Gomez (com part. de ASAP Rocky) – "Good for You" - David Guetta (com part. de Nicki Minaj) – "Hey Mama" - Demi Lovato – "Cool for the Summer" - Major Lazer – "Lean On" - OMI – "Cheerleader" - Silentó – "Watch Me (Whip/Nae Nae)" - Skrillex e Diplo (com part. de Justin Bieber) – "Where Are Ü Now" - Taylor Swift – "Bad Blood" - The Weeknd – "Can't Feel My Face" | [ 2 ] |
| 2016                         | Fifth Harmony (com part. de Fetty Wap) – "All in My Head (Flex)" | - The Chainsmokers (com part. de Halsey) – "Closer" - Drake (com part. de WizKid e Kyla) – "One Dance" - Selena Gomez – "Kill Em with Kindness" - Calvin Harris (com part. de Rihanna) – "This Is What You Came For" - Nick Jonas (com part. de Ty Dolla Sign) – "Bacon" - Kent Jones – "Don't Mind" - Major Lazer (com part. de Justin Bieber e MØ) – "Cold Water" - Sia – "Cheap Thrills" - Justin Timberlake – "Can't Stop the Feeling!" | [ 3 ] |
| 2017                         | Lil Uzi Vert – "XO Tour Llif3"                                   | - Camila Cabello (com part. de Quavo) – "OMG" - DJ Khaled (com part. de Rihanna e Bryson Tiller) – "Wild Thoughts" - Fifth Harmony (com part. de Gucci Mane) – "Down" - Luis Fonsi e Daddy Yankee (com part. de Justin Bieber) – "Despacito (Remix)" - Demi Lovato – "Sorry Not Sorry" - Shawn Mendes – "There's Nothing Holdin' Me Back" - Ed Sheeran – "Shape of You" | [ 4 ] |
| 2018                         | Cardi B, Bad Bunny e J Balvin – "I Like It"                      | - DJ Khaled (com part. de Justin Bieber, Chance the Rapper e Quavo) – "No Brainer" - Drake – "In My Feelings" - Calvin Harris e Dua Lipa – "One Kiss" - Juice Wrld – "Lucid Dreams" - Ella Mai – "Boo'd Up" - Maroon 5 (com part. de Cardi B) – "Girls Like You" - Post Malone – "Better Now" | [ 5 ] |
| 2019                         | Ariana Grande e Social House – "Boyfriend"                       | - The Chainsmokers e Bebe Rexha – "Call You Mine" - Miley Cyrus – "Mother's Daughter" - DaBaby – "Suge" - Billie Eilish – "Bad Guy" - Jonas Brothers – "Sucker" - Khalid – "Talk" - Lil Nas X (com part. de Billy Ray Cyrus) – "Old Town Road" - Lil Tecca – "Ransom" - Lizzo – "Truth Hurts" - Shawn Mendes e Camila Cabello – "Señorita" - Post Malone (com part. de Young Thug) – "Goodbyes" - Rosalía e J Balvin (com part. de El Guincho) – "Con Altura" - Ed Sheeran e Justin Bieber – "I Don't Care" - Taylor Swift – "You Need to Calm Down" - Young Thug (com part. de J. Cole e Travis Scott) – "The London" | [ 6 ] |

### Década de 2020
| Ano  | Vencedor(a)                                           | Indicados | Ref.   |
| ---- | ----------------------------------------------------- | --- | ------ |

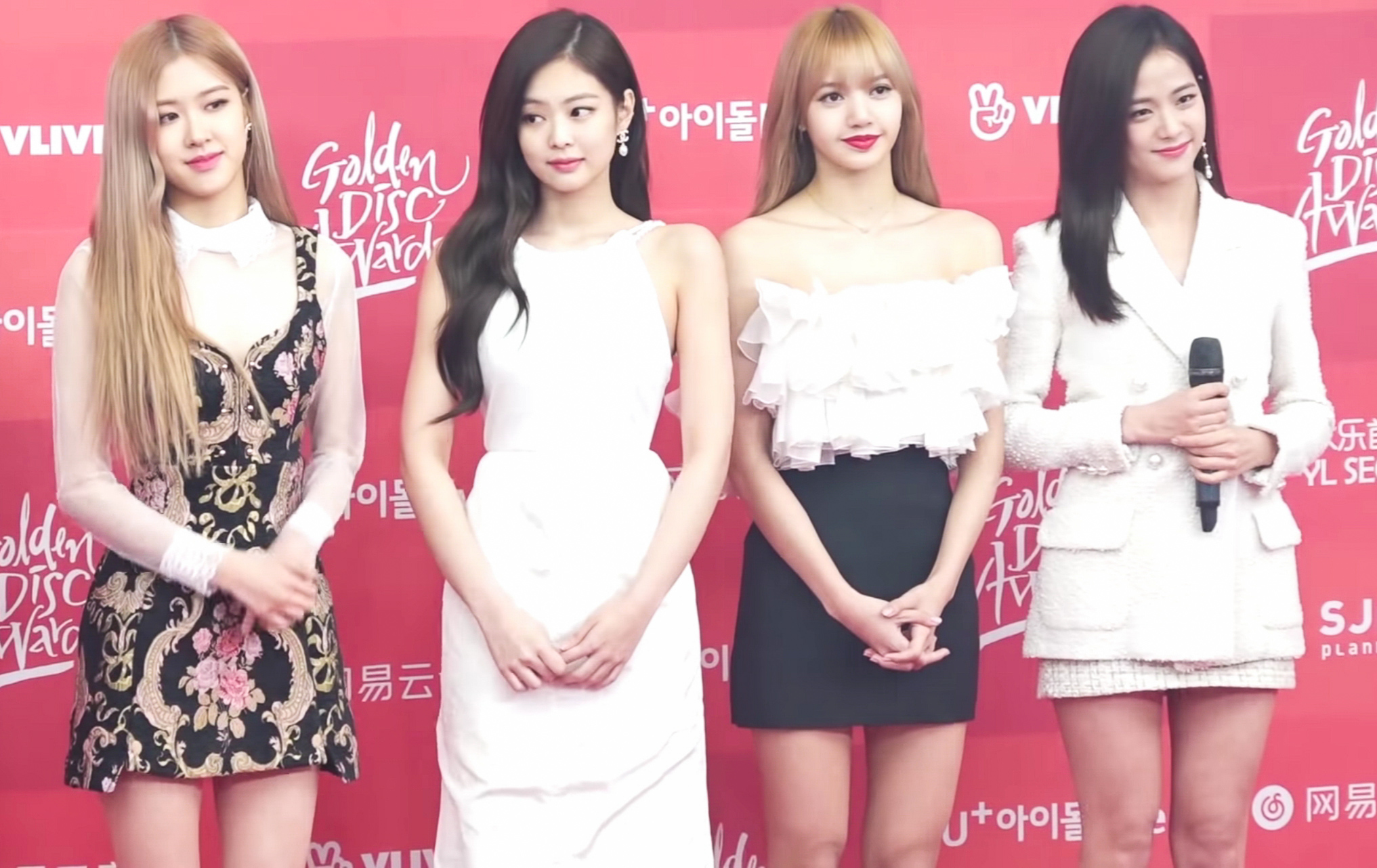
Blackpink venceu o prêmio de 2020

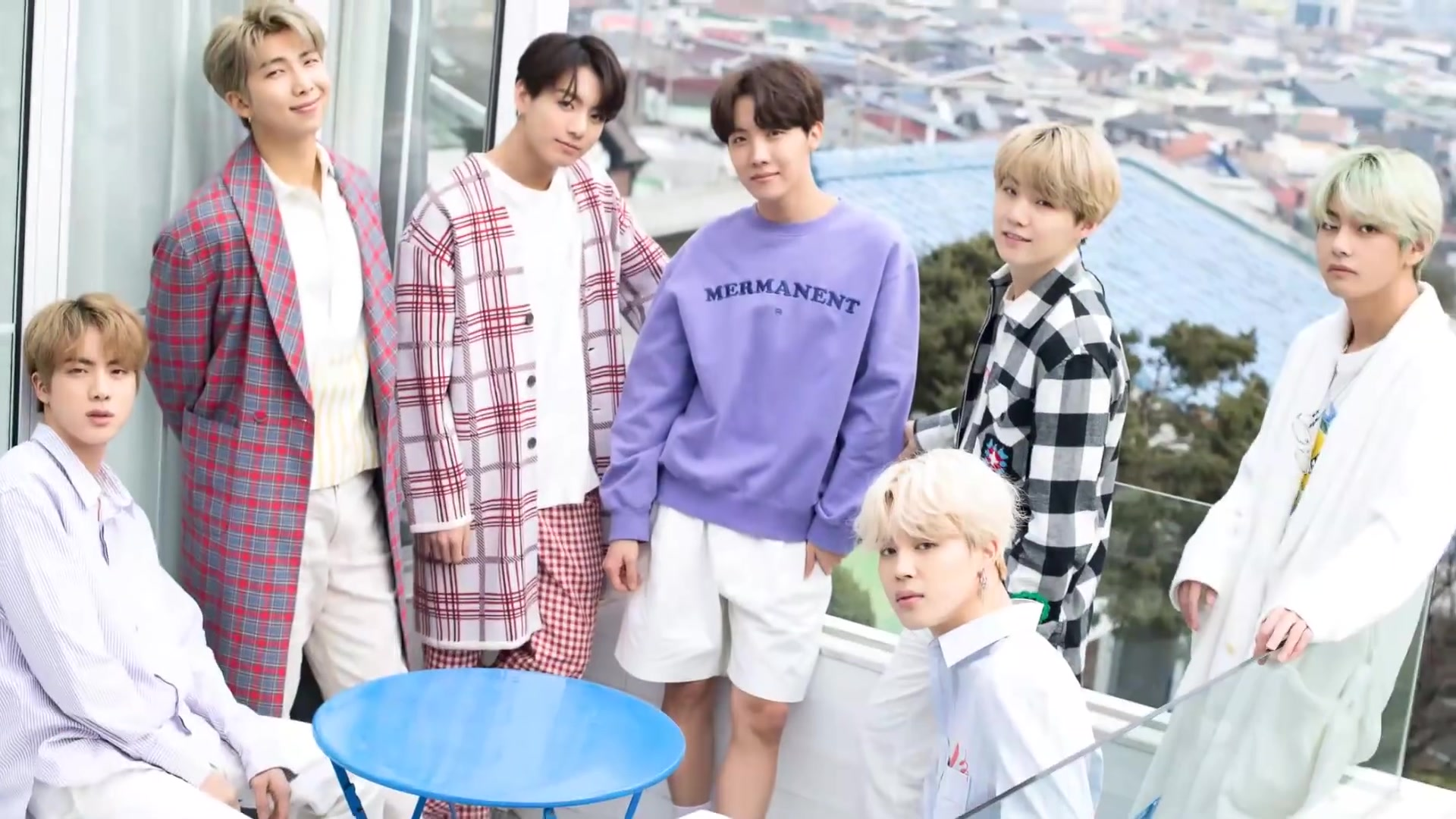
BTS venceu o prêmio de 2021

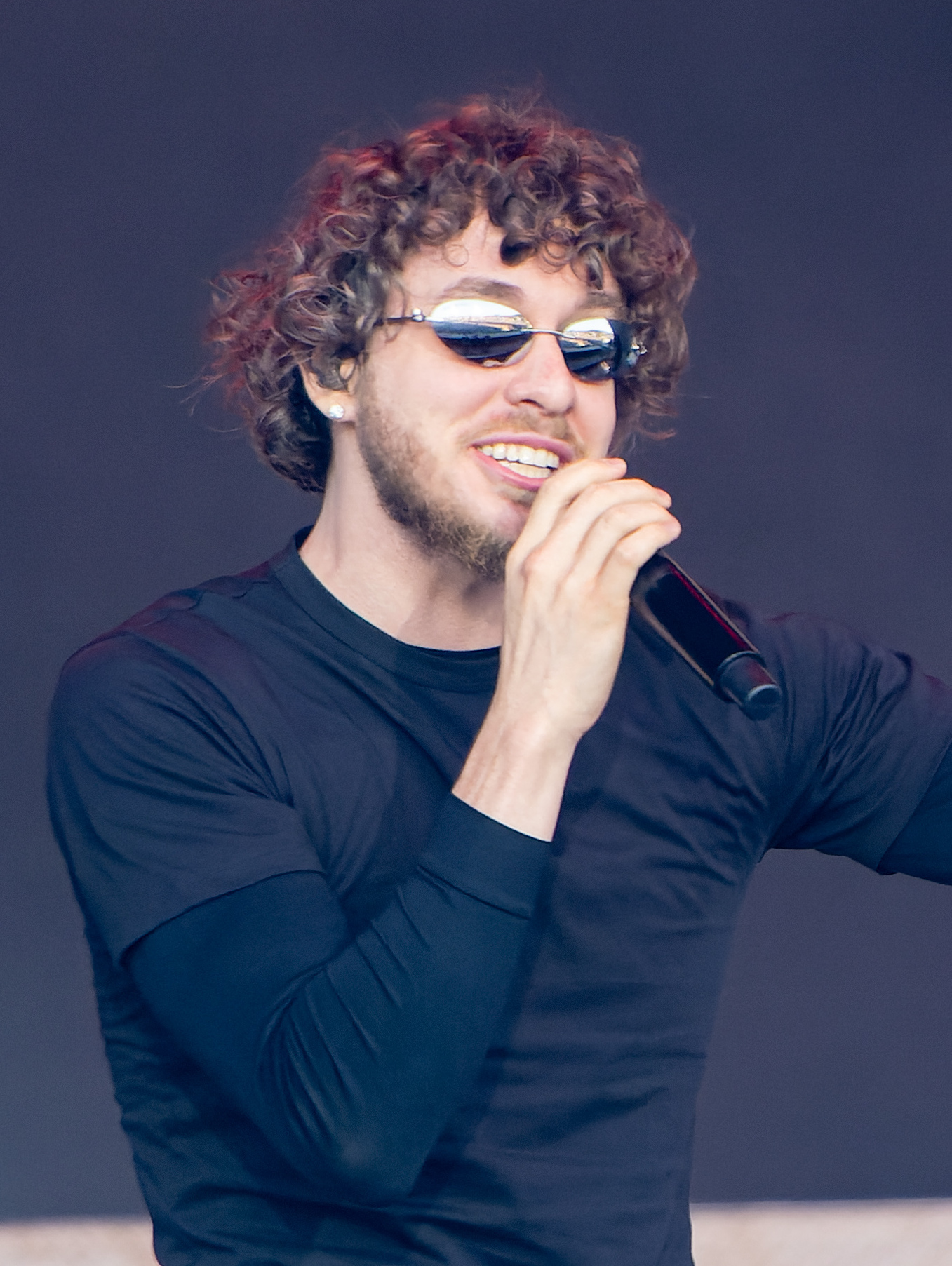
Jack Harlow venceu o prêmio de 2022

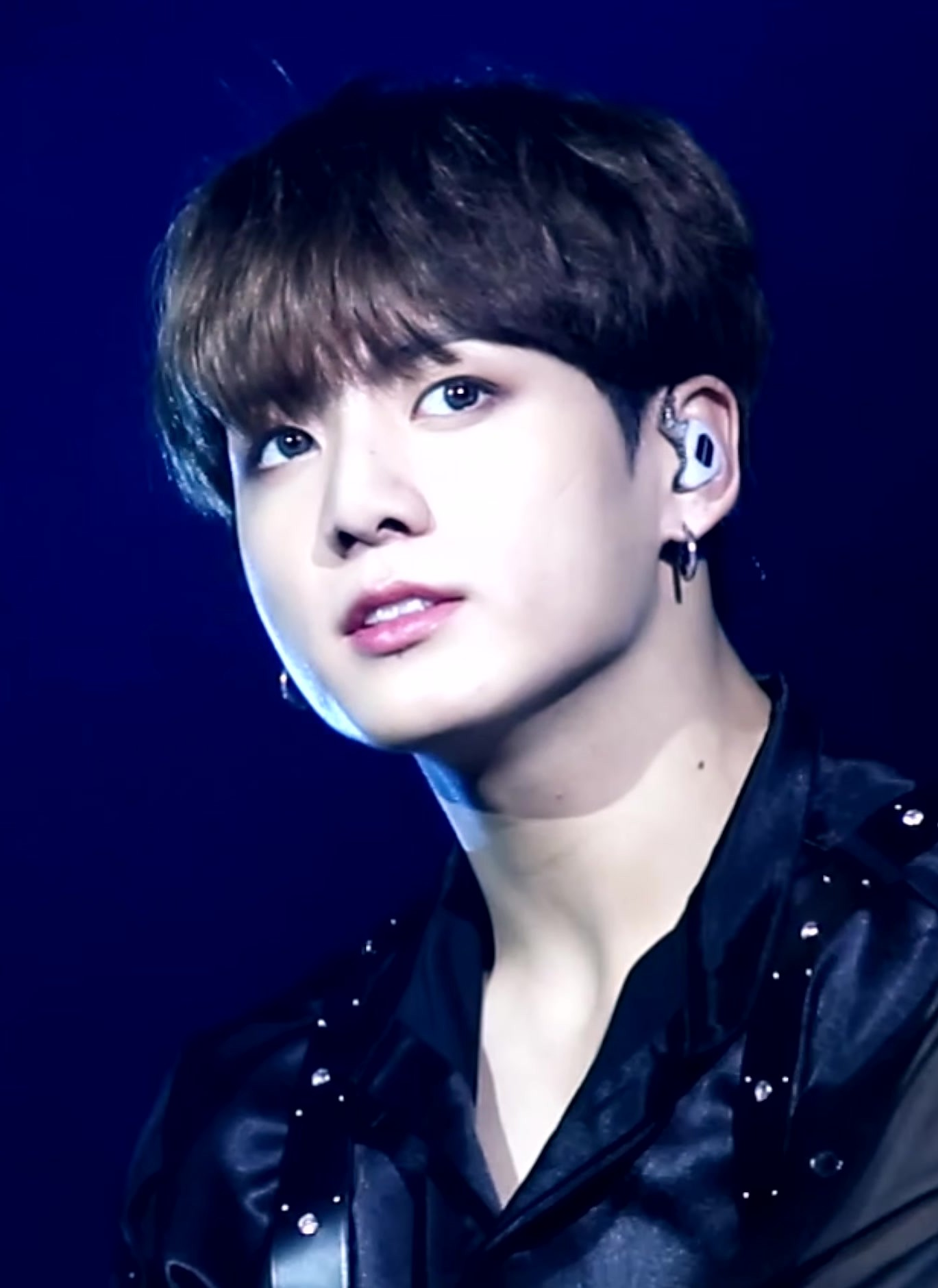
Jungkook venceu o prêmio de 2023

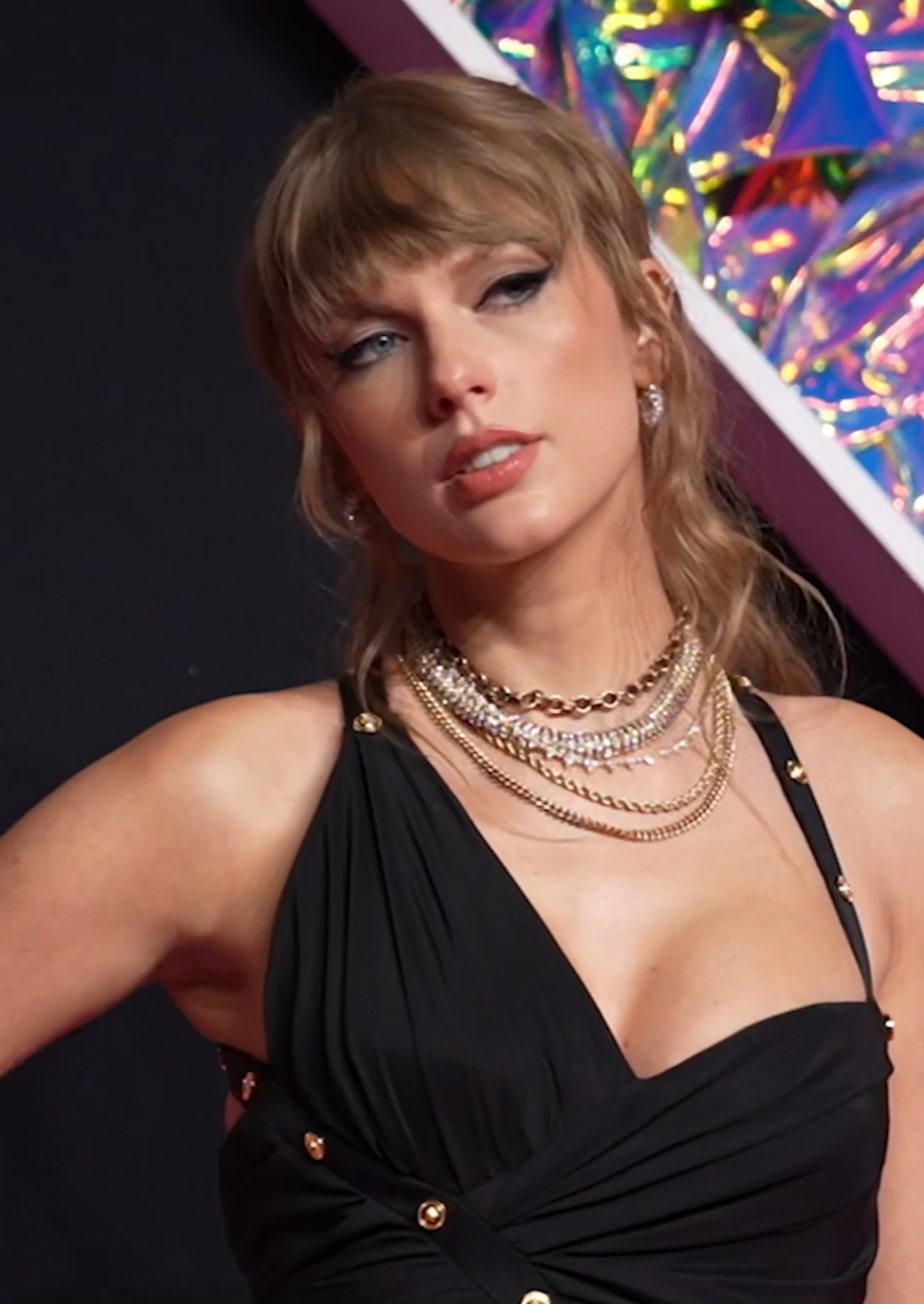
Taylor Swift venceu o prêmio de 2024

| 2020 | Blackpink – "How You Like That"                       | - Cardi B (com part. de Megan Thee Stallion) – "WAP" - Miley Cyrus – "Midnight Sky" - DaBaby (com part. de Roddy Ricch) – "Rockstar" - DJ Khaled (com part. de Drake) – "Popstar" - Doja Cat – "Say So" - Jack Harlow – "Whats Poppin" - Lil Baby (com part. de 42 Dugg) – "We Paid" - Dua Lipa – "Break My Heart" - Megan Thee Stallion (com part. de Beyoncé) – "Savage (Remix)" - Pop Smoke (com part. de 50 Cent e Roddy Ricch) – "The Woo" - Saint Jhn – "Roses" - Saweetie – "Tap In" - Harry Styles – "Watermelon Sugar" - Taylor Swift – "Cardigan" - The Weeknd – "Blinding Lights"                                                                    | [ 7 ]  |
| 2021 | BTS – "Butter"                                        | - Justin Bieber (com part. de Daniel Caesar e Giveon) – "Peaches" - Camila Cabello – "Don't Go Yet" - DJ Khaled (com part. de Lil Baby e Lil Durk) – "Every Chance I Get" - Doja Cat – "Need to Know" - Billie Eilish – "Happier Than Ever" - Giveon – "Heartbreak Anniversary" - The Kid Laroi e Justin Bieber – "Stay" - Lil Nas X (com part. de Jack Harlow) – "Industry Baby" - Dua Lipa – "Levitating" - Lizzo (com part. de Cardi B) – "Rumors" - Megan Thee Stallion – "Thot Shit" - Shawn Mendes e Tainy – "Summer of Love" - Normani (com part. de Cardi B) – "Wild Side" - Olivia Rodrigo – "Good 4 U" - Ed Sheeran – "Bad Habits"                    | [ 8 ]  |
| 2022 | Jack Harlow – "First Class"                           | - Bad Bunny e Chencho Corleone – "Me Porto Bonito" - Beyoncé – "Break My Soul" - Kane Brown – "Grand" - Doja Cat – "Vegas" - Future (com part. de Drake e Tems) – "Wait for U" - Steve Lacy – "Bad Habit" - Latto e Mariah Carey (com part. de DJ Khaled) – "Big Energy (Remix)" - Lizzo – "About Damn Time" - Post Malone (com part. de Doja Cat) – "I Like You (A Happier Song)" - Marshmello e Khalid – "Numb" - Nicki Minaj – "Super Freaky Girl" - Charlie Puth (com part. de Jungkook of BTS) – "Left and Right" - Rosalía – "Bizcochito" - Harry Styles – "Late Night Talking" - Nicky Youre e Dazy – "Sunroof"                                          | [ 9 ]  |
| 2023 | Jungkook (com part. de Latto) – "Seven"               | - Beyoncé – "Cuff It" - Billie Eilish – "What Was I Made For?" (from the motion picture Barbie) - Doja Cat – "Paint the Town Red" - Doechii (com part. de Kodak Black) – "What It Is (Block Boy)" - Dua Lipa – "Dance the Night" (from the motion picture Barbie) - Fifty Fifty – "Cupid" - Gunna – "Fukumean" - Nicki Minaj e Ice Spice com Aqua – "Barbie World" (from the motion picture Barbie) - Olivia Rodrigo – "Vampire" - SZA – "Kill Bill" - Taylor Swift (com part. de Ice Spice) – "Karma" - Tomorrow X Together e Jonas Brothers – "Do It Like That" - Luke Combs – "Fast Car" - Troye Sivan – "Rush" - Yng Lvcas e Peso Pluma – "La Bebe" (remix) | [ 10 ] |
| 2024 | Taylor Swift (com part. de Post Malone) – "Fortnight" | - Ariana Grande – "We Can't Be Friends (Wait for Your Love)" - Benson Boone – "Beautiful Things" - Billie Eilish – "Birds of a Feather" - Chappell Roan – "Good Luck, Babe!" - Charli XCX (com part. de Billie Eilish) – "Guess" - Eminem – "Houdini" - Future, Metro Boomin e Kendrick Lamar – "Like That" - GloRilla e Megan Thee Stallion – "Wanna Be" - Hozier – "Too Sweet" - Kendrick Lamar – "Not Like Us" - Post Malone (com part. de Morgan Wallen) – "I Had Some Help" - Sabrina Carpenter – "Please Please Please" - Shaboozey – "A Bar Song (Tipsy)" - SZA – "Saturn" - Tommy Richman – "Million Dollar Baby"                                       | [ 11 ] |